# Afuega'l pitu
Afuega'l pitu is een Spaanse kaas uit het prinsdom Asturië. Het is een van de meest wijdverspreide Spaanse kazen van uitsluitend koemelk

## Productiegebied
De productie van de Afuega'l pitu vindt voornamelijk plaats op kleine boerderijen gelegen tussen de rivieren Sella en Narcea. Het is een regio met zeeklimaat. Dit wordt gekenmerkt door ruime, zachte en regelmatige neerslag; matige zon en hoge bewolking. Dit maakt het voor de koeien mogelijk om vrijwel het gehele jaar door buiten te verblijven. De overgang van de vlakke kustgebieden naar de waterscheidingen verloopt vrij steil waardoor de regio meer geschikt is voor veeteelt dan landbouw.